# LIBRIS
LIBRIS (Library Information System) es un catálogo unificado nacional sueco mantenido por la Biblioteca Nacional de Suecia en Estocolmo. Ofrece la posibilidad de realizar búsquedas libres y gratuitas de información acerca de unos 6,5 millones de libros, revistas, artículos, mapas, carteles, música impresa, recursos electrónicos, etc.
Además de los registros bibliográficos, uno para cada libro o publicación, LIBRIS también contiene un registro de control de autoridades de personas. Para cada persona hay un registro que relaciona nombre, fecha de nacimiento y ocupación con un identificador único.
El código MARC para el catálogo nacional unificado sueco es SE-LIBR, normalizado: selibr.
El desarrollo de LIBRIS se remonta a mediados de la década de 1960. Si bien la racionalización de las bibliotecas había sido considarada un problema desde las dos décadas posteriores a la Segunda Guerra Mundial, no fue hasta 1965 cuando un comité gubernamental publicó un informe sobre la utilización de ordenadores para la investigación en el campo de las bibliotecas. La Ley de Presupuestos de 1965 creó un consejo de investigación de bibliotecas (Forskningsbiblioteksrådet, FBR). Un documento de diseño preliminar, Biblioteksadministrativt Information System (BAIS) se publicó en mayo de 1970, y las siglas LIBRIS, de Library Information System, fueron utilizadas por una subcomisión técnica que se inició el 1 de julio de 1970. El boletín LIBRIS-meddelanden (ISSN: 0348-1891) se viene publicando desde 1972, y está disponible online desde 1997.